# Science-Fiction-Jahr 2000
Übersicht

◄◄ | ◄ | 1996 | 1997 | 1998 | 1999 | Science-Fiction-Jahr 2000 | 2001 | 2002 | 2003 | 2004 | ► | ►►

Weitere Ereignisse